# Montatheris hindii
Montatheris hindii là một loài rắn trong họ Rắn lục. Loài này được Boulenger mô tả khoa học đầu tiên năm 1910.